# Hippolyte-Victor Collet-Descotils
Pour les articles homonymes, voir Collet.
Hippolyte-Victor Collet-Descotils, dit Descotils, né à Caen le 21 novembre 1773 et mort à Paris le 6 décembre 1815, est un chimiste et minéralogiste français.

## Biographie
Élève des Mines en 1794, Victor Collet-Descotils a été l’élève et l’ami de Vauquelin. Il a travaillé sur les sels de platine décomposables en iridium et rhodium ou palladium.
Ingénieur en 1798, il est élu parmi les premiers membres de l’Institut d’Égypte, dans la section de physique et part pour l’Expédition d’Égypte. Le 24 décembre 1798 Bonaparte organise un voyage vers l’isthme de Suez avec Gaspard Monge et Berthollet, ainsi que Le Père, le géomètre Costaz, le chimiste Descotils et le dessinateur Dutertre.
Le 19 mars 1799, Hippolyte-Victor Collet-Descotils quitte le Caire pour la Haute-Égypte, sous la conduite de Pierre-Simon Girard, accompagné de François Michel de Rozière, Victor Dupuis, ingénieurs des mines, Jean-Baptiste Jollois, Édouard de Villiers du Terrage, Jean-Marie Dubois-Aymé, ingénieurs des Ponts et Chaussées, Jean-Jacques Castex, sculpteur, pour prendre des renseignements sur le commerce, l’agriculture, l’histoire naturelle, les arts et les antiquités, et surtout pour examiner le régime du Nil, depuis la première cataracte, et étudier le système d’irrigation.
Il sera de retour au Caire le 16 septembre, avec Rozière, Dupuis et Louis Duchanoy. Le 13 octobre 1799, il remplace Champy comme administrateur des propriétés mises à la disposition de l’Institut, et reste en fonction jusqu’à la fin de l’Expédition. Le 15 décembre 1799 il se rend en excursion à Gizeh et Chéops. Il se rend de nouveau à Gizeh le 1er septembre 1800. Avec Costaz, ils sortent très discrètement du Caire le 15 janvier 1801, à la nuit tombée, et quittent l’Égypte le 4 février 1801.
De retour en France, il est professeur de chimie au corps royal des Mines, et en 1801 Conservateur des produits chimiques et directeur du l’École des mines. Sociétaire de la Société d'Arcueil en 1807. Il est ingénieur en chef des Mines 1809. En 1813, il est chargé d’aller inspecter les mines d’alun de la Tolfa et devient directeur provisoire de l’École des mines en 1815. Il est l’auteur, avec Jollois, d’un mémoire de 26 pages sur la Description d’Esné et de ses environs.
En 1805, Collet-Descotils, lors de l'analyse du soi-disant plomb brun de Zimapán, actuellement le minéral vanadinite, a mal identifié l'érythronium, un nouvel élément découvert au Mexique par l'Espagnol Andrés Manuel del Río, pensant qu'il s'agissait de chrome. Alexander von Humboldt a rejeté la découverte de Del Río. Le même élément a été redécouvert trente ans plus tard en Suède et rebaptisé vanadium.
À sa mort, il fut inhumé au cimetière du Père-Lachaise (10e division),.

## Publications
- « Notice sur la cause des couleurs différentes qu'affectent certains sels de platine », Annales de chimie, t. 48, 23 octobre 1803, p. 153-176 lire en ligne sur Gallica
- « Analyse de l'obsidienne du Mexique, envoyée par M. Humboldt », Annales de chimie, t. 53, 20 janvier 1805, p. 260-266 lire en ligne sur Gallica
- « Analyse de l'étain en grains du Goanaxuato, envoyé par M. Humboldt », Annales de chimie, t. 53, 20 janvier 1805, p. 266-268 lire en ligne sur Gallica
- « Analyse de la mine brute de plomb de Zimapan, envoyée par M. Humboldt, et dans laquelle M. Del Rio dit avoir découvert un nouveau métal », Annales de chimie, t. 53, 20 janvier 1805, p. 268-271 lire en ligne sur Gallica
- « Examen chimique d'une mine de fer spathique envoyée à M. Guyton par Bergman », Annales de chimie, t. 58, 30 avril 1806, p. 149-153 lire en ligne sur Gallica